# العلاقات النرويجية الفنلندية
العلاقات النرويجية الفنلندية هي العلاقات الثنائية التي تجمع بين النرويج وفنلندا.

## مقارنة بين البلدين
هذه مقارنة عامة ومرجعية للدولتين:
| وجه المقارنة                                              | النرويج                                                   | فنلندا                                                                               |
| --------------------------------------------------------- | --------------------------------------------------------- | ------------------------------------------------------------------------------------ |
| المساحة (كم2)                                             | 385.21 ألف                                                | 338.42 ألف                                                                           |
| عدد السكان (نسمة)                                         | 5.33 مليون                                                | 5.52 مليون                                                                           |
| الكثافة السكانية (ن./كم²)                                 | 13.84                                                     | 16.31                                                                                |
| العاصمة                                                   | أوسلو                                                     | هلسنكي                                                                               |
| اللغة الرسمية                                             | بوكمول، لغات السامي، نينوشك، اللغة النرويجية              | اللغة الفنلندية، اللغة السويدية                                                      |
| العملة                                                    | كرونة نروجية                                              | يورو، ماركا فنلندية                                                                  |
| الناتج المحلي الإجمالي (بليون دولار)                      | 398.83 مليار                                              | 251.88 مليار                                                                         |
| الناتج المحلي الإجمالي (تعادل القوة الشرائية) بليون دولار | 322.23 مليار                                              | 231.84 مليار                                                                         |
| الناتج المحلي الإجمالي الاسمي للفرد دولار أمريكي          | 74.40 ألف                                                 | 42.31 ألف                                                                            |
| الناتج المحلي الإجمالي للفرد دولار أمريكي                 | 65.61 ألف                                                 | 40.68 ألف                                                                            |
| مؤشر التنمية البشرية                                      | 0.944                                                     | 0.883                                                                                |
| رمز المكالمات الدولي                                      | +47                                                       | +358                                                                                 |
| رمز الإنترنت                                              | .no                                                       | .fi                                                                                  |
| المنطقة الزمنية                                           | ت ع م+01:00، ت ع م+02:00، توقيت وسط أوروبا، أوروبا/أوسلو ‏ | ت ع م+02:00، ت ع م+03:00، أوروبا/هلسنكي ‏، توقيت شرق أوروبا، توقيت شرق أوروبا الصيفي ‏ |

## مدن متوأمة
في ما يلي قائمة باتفاقيات التوأمة بين مدن نرويجية وفنلندية:
- ترتبط فريدريكستاد مع كوتكا باتفاقية توأمة منذ 1950.[17][18][17][18]
- ترتبط باروم مع هامينلينا باتفاقية توأمة.[19]
- ترتبط Dovre [الإنجليزية]‏ مع Leppävirta [الإنجليزية]‏ باتفاقية توأمة.
- ترتبط تروندهايم مع تامبيري باتفاقية توأمة منذ 1968.
- ترتبط ستافانغر مع يوفاسكولا باتفاقية توأمة منذ 1948.
- ترتبط سور فارانغر مع Inari, Finland [الإنجليزية]‏ باتفاقية توأمة.
- ترتبط كريستيانساند مع كيرافا باتفاقية توأمة.
- ترتبط ليلهامر مع Oulainen [الإنجليزية]‏ باتفاقية توأمة.
- ترتبط أسكر مع جاكوبستاد باتفاقية توأمة.
- ترتبط مولده مع ميكيلي باتفاقية توأمة.
- ترتبط نوركاب مع هولولا باتفاقية توأمة.
- ترتبط كريستيانسوند مع كوكولا باتفاقية توأمة.
- ترتبط نيدره آيكر مع كآرينا باتفاقية توأمة.
- ترتبط أسكيم مع فانتا باتفاقية توأمة.
- ترتبط درامن مع لابينرنتا باتفاقية توأمة منذ 1946.
- ترتبط فينيسلا مع سالو باتفاقية توأمة.
- ترتبط أورشكوغ-هولاند مع Sipoo [الإنجليزية]‏ باتفاقية توأمة.
- ترتبط أوسلو مع هلسنكي باتفاقية توأمة منذ 2001.
- ترتبط Trysil Municipality [الإنجليزية]‏ مع Laihia [الإنجليزية]‏ باتفاقية توأمة.
- ترتبط يوفيك مع راوما باتفاقية توأمة.
- ترتبط بورشغرون مع بوري باتفاقية توأمة.
- ترتبط موس مع نوكيا باتفاقية توأمة.[20]
- ترتبط أوفرئ إيكر مع لمبالا باتفاقية توأمة.
- ترتبط كراغرو مع ماريهامن باتفاقية توأمة.
- ترتبط Sande Municipality (Vestfold) [الإنجليزية]‏ مع اكا باتفاقية توأمة.
- ترتبط Averøy Municipality [الإنجليزية]‏ مع كوكولا باتفاقية توأمة.
- ترتبط أوليسوند مع لاهتي باتفاقية توأمة.
- ترتبط كونغسبرغ مع إسبو باتفاقية توأمة.
- ترتبط أوبدال مع Kuusankoski [الإنجليزية]‏ باتفاقية توأمة.
- ترتبط شين مع Loimaa [الإنجليزية]‏ باتفاقية توأمة منذ 1995.
- ترتبط هارستاد مع فآسا باتفاقية توأمة.[21]
- ترتبط آرندال مع سافونلينا باتفاقية توأمة منذ 26 أبريل 1948.
- ترتبط روروس مع هامينا باتفاقية توأمة.
- ترتبط هورتن مع لوفيسا باتفاقية توأمة.

## منظمات دولية مشتركة
يشترك البلدان في عضوية مجموعة من المنظمات الدولية، منها:
| علم المنظمة | اسم المنظمة                               | تاريخ انضمام النرويج | تاريخ انضمام فنلندا |
| ----------- | ----------------------------------------- | -------------------- | ------------------- |
|             | منظمة التعاون الاقتصادي والتنمية          | ?                    | 1969                |
|             | الفريق المعني برصد الأرض                  | ?                    | ?                   |
|             | منظمة حظر الأسلحة الكيميائية              | ?                    | ?                   |
|             | البنك الإفريقي للتنمية                    | 1963                 | ?                   |
|             | مجلس دول بحر البلطيق                      | ?                    | 1992                |
|             | مؤسسة التنمية الدولية                     | 24 سبتمبر 1960       | 29 ديسمبر 1960      |
|             | نظام تحكم تكنولوجيا القذائف               | 1990                 | 1991                |
|             | يونسكو                                    | 4 نوفمبر 1946        | 10 أكتوبر 1956      |
|             | مجلس أوروبا                               | 5 مايو 1949          | 5 مايو 1989         |
|             | Strategic Airlift Capability ‏             | ?                    | ?                   |
|             | الاتحاد البريدي العالمي                   | ?                    | ?                   |
|             | البنك الدولي للإنشاء والتعمير             | 27 ديسمبر 1945       | 14 يناير 1948       |
|             | المجلس القطبي                             | ?                    | 1996                |
|             | مؤسسة التمويل الدولية                     | 20 يوليو 1956        | 20 يوليو 1956       |
|             | المنظمة الأوروبية لسلامة الملاحة الجوية   | 1994                 | 2001                |
|             | وكالة الفضاء الأوروبية                    | 30 ديسمبر 1986       | 1969                |
|             | بنك التنمية الآسيوي                       | 1966                 | 1966                |
|             | وكالة ضمان الاستثمار متعدد الأطراف        | 9 أغسطس 1989         | 28 ديسمبر 1988      |
|             | الأمم المتحدة                             | 27 نوفمبر 1945       | 14 ديسمبر 1955      |
|             | الوكالة الدولية للطاقة                    | ?                    | ?                   |
|             | مركز تنسيق الحركة في أوروبا ‏              | ?                    | ?                   |
|             | Nordic Battlegroup ‏                       | ?                    | ?                   |
|             | منظمة التجارة العالمية                    | 1995                 | 1995                |
|             | منظمة الشرطة الجنائية الدولية             | ?                    | ?                   |
|             | منظمة الأمن والتعاون في أوروبا            | 25 يونيو 1973        | 25 يونيو 1973       |
|             | المجلس الشمالي                            | ?                    | 1955                |
|             | اتفاقية السماوات المفتوحة                 | ?                    | ?                   |
|             | المنظمة الهيدروغرافية الدولية             | ?                    | ?                   |
|             | الاتحاد الدولي للاتصالات                  | 1866                 | 1 سبتمبر 1920       |
|             | المركز الدولي لتسوية المنازعات الاستشارية | 15 سبتمبر 1967       | 8 فبراير 1969       |
|             | مجموعة أستراليا                           | 1986                 | 1991                |
|             | مجموعة الموردين النوويين                  | ?                    | ?                   |

## أعلام
هذه قائمة لبعض الشخصيات التي تربطها علاقات بالبلدين:
- أجنيس كيتلسن (ممثلة نرويجية، 20 مايو 1980[34] – )
- تومي وركولا (6 ديسمبر 1979[35] – )
- مارتي أهتيسآري (23 يونيو 1937 – )

## وصلات خارجية
- موقع وزارة الخارجية النرويجية
- موقع وزارة الخارجية الفنلندية